# Ruta OM42 (Lima)
La ruta OM42 o "la A" es una ruta de transporte público del área metropolitana de Lima, que conecta los distritos de Ventanilla y San Juan de Lurigancho. El trayecto de esta ruta consta de 149 o 147 paradas dependiendo de la dirección y dura aproximadamente entre 6 y 7 horas.

## Características
Esta ruta de transporte público está administrada por la empresa de transportes Consorcio Roma Internacional S.A., el cual gestiona también la ruta IO37B, que transita por la urbe limeño-chalaca.

### Autorización
La ruta OM42 se encuentra autorizada por la Municipalidad Provincial del Callao (MPC) y la Autoridad de Transporte Urbano (ATU).

## Trayecto
Los autobuses de la ruta OM42 (aprox. 80) comienzan a operar a las 5:00 a.m. y terminan a las 10:00 p.m. por los distritos de Ventanilla, Mi Perú, Callao y Bellavista en la Provincia Constitucional del Callao y por los distritos de San Miguel, Pueblo Libre, Jesús María, Breña, La Victoria, Lima, El Agustino y San Juan de Lurigancho en la provincia de Lima; pasando por importantes lugares, tales como Ciudad Pachacútec, la Plaza Cívica de Ventanilla, la Refinería Pampilla, el aeropuerto Jorge Chávez, Plaza San Miguel, el Parque de la Exposición, la plaza Manco Cápac, el emporio comercial Gamarra, la estación Miguel Grau, Puente Nuevo, Mall Aventura San Juan de Lurigancho y el penal de Lurigancho.

### Terminales
Su terminal de ida se encuentra en el asentamiento humano Pachacútec Sector B - Grupo 4, en Ventanilla y su terminal de vuelta se encuentra en el asentamiento humano Mariátegui, en San Juan de Lurigancho.

### Recorrido
| Dirección                        | Avenidas y calles |
| -------------------------------- | --- |
| Ida Hacia San Juan de Lurigancho | Av. Santa Rosa - Av. G - Av. 200 Millas - Av. Los Químicos - Carretera Néstor Gambetta - Av. Víctor Raúl Haya de la Torre - C. Pavayacu - Carretera Néstor Gambetta - Av. Elmer Faucett - Av. La Marina - Av. Sucre - Jr. Junín - Av. Brasil - Av. 28 de Julio - Av. José Gálvez - Av. Bausate y Meza - Jr. Huánuco - Av. Miguel Grau - Jr. Junín - Av. Sebastián Lorente - Jr. Áncash - Av. José Carlos Mariátegui - Jr. Chinchaysuyo - Jr. San Aurelio - Av. Lurigancho - Av. 13 de Enero - Av. Tusílagos Este - Av. Santa Rosa - Av. Central - Av. Ampliación - Av. Del Mercado - Jr. Las Lomas. |
| Vuelta Hacia Ventanilla          | Jr. Las Lomas - Av. Del Mercado - Av. Ampliación - Av. Central - Av. Santa Rosa - Av. Tusílagos Este - Av. 13 de Enero - Av. Lurigancho - Av. Pirámide del Sol - Av. José Carlos Mariátegui - Jr. Áncash - Av. Sebastián Lorente - Av. Aviación - Av. 28 de Julio - Av. Brasil - Av. La Marina - Av. Elmer Faucett - Carretera Néstor Gambetta - C. Pavayacu - Av. Víctor Raúl Haya de la Torre - Av. Tacna - Av. Ayacucho - Av. Tumbes - Carretera Néstor Gambetta - Av. Los Químicos - Av. José Olaya - Av. Los Topógrafos - Av. 200 Millas - Av. G - Av. Santa Rosa.                             |

## Rutas relacionadas
IO37B (Ventanilla - San Juan de Lurigancho), IO14 (Mi Perú - Santiago de Surco), IO66 (Callao - San Juan de Lurigancho).